# 拉比奥勒
拉比奥勒（法語：La Biolle，法語發音：[la bjɔl]）是法国萨瓦省的一个市镇，属于尚贝里区。

## 地理
拉比奥勒（45°45'22"N, 5°55'45"E）面积13.04 平方千米，位于法国奥弗涅-罗讷-阿尔卑斯大区萨瓦省，该省份为法国东部省份，历史上为薩伏依的一部分，北起上萨瓦省，西接伊泽尔省和安省，南部和东部与上阿尔卑斯省和意大利接壤。
与拉比奥勒接壤的市镇（或旧市镇、城区）包括：昂特勒拉克、布里松-圣伊诺桑、格雷西叙艾克斯。

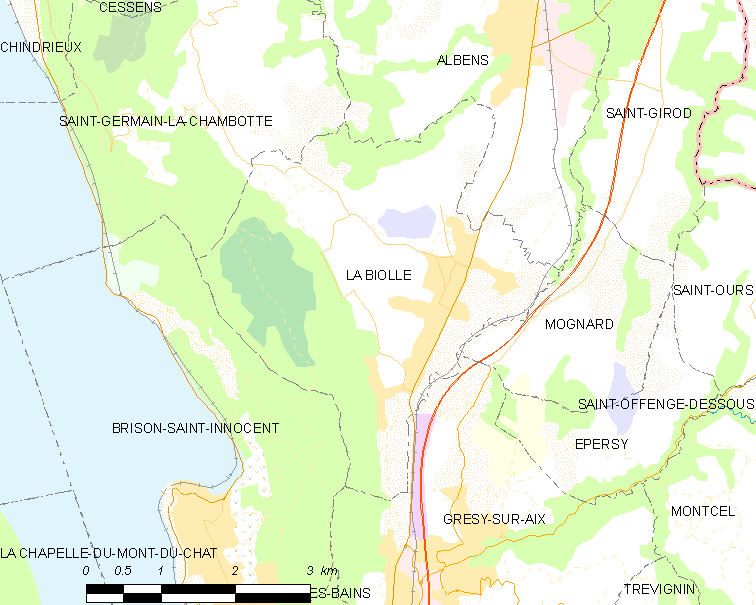
拉比奥勒的OSM定位图

拉比奥勒的时区为UTC+01:00、UTC+02:00（夏令时）。

## 行政
拉比奥勒的邮政编码为73410，INSEE市镇编码为73043。

## 政治
拉比奥勒所属的省级选区为艾克斯莱班第一县。

## 人口

1962-2008年间拉比奥勒人口变化图示

拉比奥勒于2022年1月1日时的人口数量为2922人。